# Саванны и луга Тераи-Дуара
Саванны и луга Тераи-Дуара — экорегион, проходящий через середину пояса Тераи в индийских штатах Уттаракханд и Западная Бенгалия, а также в южном Непале.

## Описание
Полоса экорегиона пересекает с востока на запад индийский штат Уттаракханд в Индии, захватывая в Тераях и Бхабхаре пояса лугов и долину Внутренних Тераи на юге Непала, продолжаясь в Бутане и далее в индийском штате Бихар и на севере Западной Бенгалии. В восточной и центральной частях полосы влажнее, чем в западной части. На юге встречается с экорегионом влажных лиственных лесов долины нижнего Ганга.

## Флора
Саванны и луга Тераи-Дуара — это мозаика высоких лугов, саванн, вечнозеленых и листопадных лесов. Луга являются одними из самых высоких в мире и сохраняются благодаря илу, который остаётся после ежегодных наводнений после муссонов. Важные виды трав — Saccharum spontaneum и Saccharum benghalensis.

## Фауна
Экорегион является домом для находящегося под угрозой исчезновения индийского носорога (Rhinoceros unicornis), а также слонов, тигров, медведей, леопардов и других диких животных.

## Охрана природы
Большая часть экорегиона занята сельскохозяйственными угодьями, хотя значительные участки входят в состав национальных парков и являются домом для одних из самых больших популяций носорога и тигра в Южной Азии.